# Szklana menażeria
Szklana menażeria (The Glass Menagerie) – dramat autorstwa Tennessee Williamsa wystawiony na Broadwayu w 1945 roku. Opowiada o rodzinie, w której u boku samotnej matki i brata żyje Laura, dziewczyna, której trudno odnaleźć się w realnym społeczeństwie, jej tragicznie utraconych marzeniach i rozpadzie rodziny. Przez fabułę przewija się tytułowa kolekcja szklanych figurek dziewczyny. Wiele z wątków dramatu zawiera odniesienia autobiograficzne Williamsa.
Dramat ten został uznany przez amerykańskich krytyków za najlepszą sztukę sezonu, w którym odbyła się jego premiera. Uchodzi za jedno z najbardziej znanych dzieł autora. Wystawiany był wielokrotnie na deskach teatrów, w tym również polskich. Doczekał się również wielu ekranizacji, m.in. w 1950, 1973, 1977 i 1987 roku.

## Ekranizacje
- The Glass Menagerie (1950) – reżyseria Irving Rapper, w obsadzie Jane Wyman i Kirk Douglas
- The Glass Menagerie (1973) – reżyseria Anthony Harvey, w obsadzie Katharine Hepburn
- The Glass Menagerie (1987) – reżyseria Paul Newman, w obsadzie Joanne Woodward i John Malkovich